# Kanjiža
Kanjiža (húngaro: Kanizsa o Magyarkanizsa; serbocroata cirílico: Кањижа) es un municipio y villa de Serbia perteneciente al distrito de Banato del Norte de la provincia autónoma de Voivodina.
En 2011 su población era de 25 343 habitantes, de los cuales 9871 vivían en la villa y el resto en las 12 pedanías del municipio. La gran mayoría de los habitantes son magiares (21 576 habitantes), con minorías étnicas de serbios (1830 habitantes), gitanos (596 habitantes) y rumanos (268 habitantes).
Se ubica en la orilla occidental del río Tisza, unos 20 km al suroeste de Szeged.

## Pedanías
Además de la villa de Kanjiža, el municipio incluye las siguientes pedanías (entre paréntesis el nombre en húngaro, excepto en Velebit que es de mayoría étnica serbia):
- Adorjan (Adorján)
- Doline (Völgyes)
- Horgoš (Horgos)
- Male Pijace (Kispiac)
- Mali Pesak (Kishomok)
- Martonoš (Martonos)
- Novo Selo (Újfalu)
- Orom (Orom)
- Totovo Selo (Tóthfalu)
- Trešnjevac (Oromhegyes)
- Velebit
- Zimonić (Ilonafalu)